# アガペトゥス2世 (ローマ教皇)
アガペトゥス2世（Agapetus II, ? - 955年11月8日）は、第129代ローマ教皇（在位：946年5月10日 - 955年11月8日）。
修道院改革や聖職者の規律確立に努め、低下しつつあった教皇権の回復を行う。
教皇に即位したとき、ローマ教会は、マロツィアの子のアルベリーコ2世によって支配されており、教皇権は霊的活動のみに存した。このような中で、アガペトゥス2世は、クリュニー修道院改革運動を推進し、修道院と教会の霊的復興を企図し、北欧への宣教を積極的に支援した。
そのため、947年、948年、949年にそれぞれ教会会議を開催した。イタリアの混乱を収集するため、東フランク王国国王オットー1世に支援を要請した。しかし、オットー1世に求められたローマ皇帝冠の授与は拒否した。